# Hans Ernst von Berchem-Haimhausen
Graf Hans Ernst von Berchem-Haimhausen, auch Jan Arnošt Berchem-Haimhausen (* 20. September 1823 in München; † 13. Juni 1896, anderes Datum 18. Juni 1896 ebenda), war ein deutsch-österreichischer Großgrundbesitzer; sein Pseudonym war B. H.

## Leben

### Familie
Hans Ernst von Berchem-Haimhausen entstammte dem Adelsgeschlecht Berchem; seine Familie war von Bayern nach Westböhmen eingewandert.
Er war der Sohn von Kajetan von Berchem-Haimhausen (* 31. Mai 1795 in Kuttenplan; † 14. Juli 1863 in München) und dessen Ehefrau Gräfin Wilhelmine (geb. von Triva) († 11. April 1862).
Seine Urgroßmutter Johanna Fugger-Zinneberg hatte von ihrem Vater Sigmund von Haimhausen, das von diesem gegründete Gut Kuttenplan geerbt. Sie vererbte das Gut an ihren Enkel Kajetan von Berchem, mit der Auflage, dass dieser den Namen Haimhausen seinem Familiennamen zufügte.
Hans Ernst von Berchem-Haimhausen verbrachte seine Winter in München und die Sommer auf seinem Besitz in Kuttenplan und war zeit seines Lebens unverheiratet.
Nach seinem Tod in München wurde er an der Seite seiner Eltern in der Kuttenplaner Kirche beigesetzt. Das Erbe ging an seinen Neffen Maximilian von Berchem (* 23. September 1841 in Kuttenplan; 13. April 1910 in München).

### Werdegang
Nach einem Besuch des Gymnasiums und einem Studium der Rechtswissenschaften trat Hans Ernst von Berchem-Haimhausen 1863, nach dem Tod seines Vaters, das Erbe des 2.791 Hektar umfassenden Großgrundbesitz der Herrschaft Kuttenplan an; dort war er bereits 1850 als Mitbesitzer eingesetzt worden.
Im März 1867 wurde er von den Großgrundbesitzern im Reichsteil Cisleithanien als Landtagsabgeordneter in den böhmischen Landtag und von diesem am 13. April 1867 in den österreichischen Reichsrat gewählt; dort war er im Ausschuss für volkswirtschaftliche Angelegenheiten. Allerdings legte er sein Mandat als Abgeordneter des Reichsrats und als Landtagsabgeordneter bereits am 18. September 1868 wieder nieder und kümmerte sich um die Verwaltung seiner Güter.
Aufgrund seiner sparsamen Weise zu wirtschaften, stand ihm im Laufe der Zeit ein hoher Ertrag zur Verfügung, den er für verschiedene gemeinnützige Stiftungen und Zuschüssen verwandte; er achtete bei deren Verwendung jedoch auch darauf, dass er nicht namentlich genannt wurde, sondern verbarg sich hinter dem Pseudonym B. H.
Als nach der Schlacht bei Königgrätz 1866 die Gefahr bestand, dass Preußen Böhmen besetzen und Kontributionen erheben könnte, erklärte er sich bereit, die Abgaben für den späteren Bezirk Plan aus seinem Privatvermögen zu übernehmen.

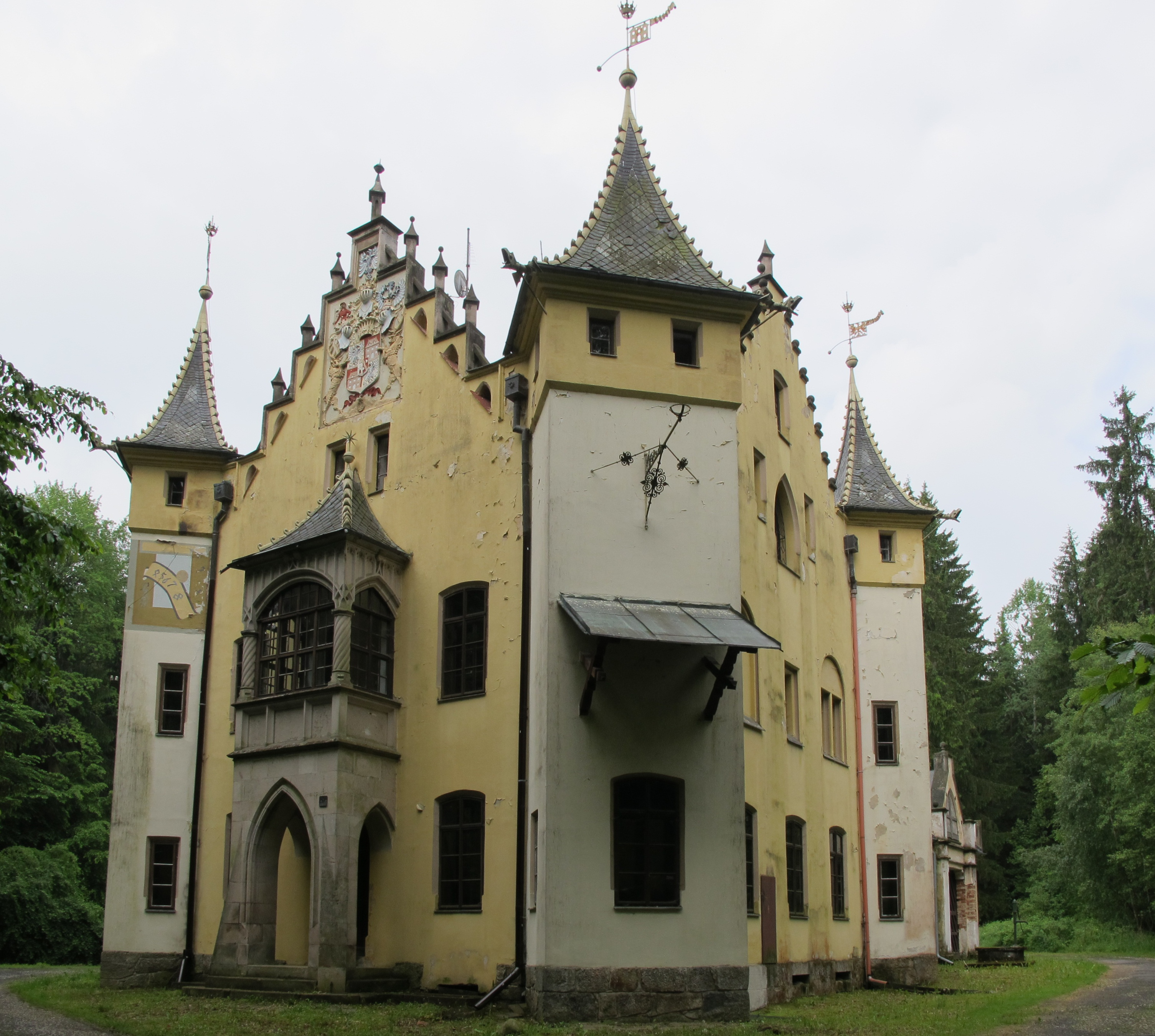
Jagdschlösschen Berchembogen

Ihm war auch sehr an der Volksbildung gelegen, die er als die Grundlage zur Sicherung der Existenz und der Zukunft des Volkes sah und hatte daher ein lebhaftes Interesse am Gemeindewesen, am Schulwesen und an der Volksbildung in den Ortschaften seines Besitzes. Er nutzte hierzu die 1860 von seinem Vater testamentarisch verfügte Stiftung von 20.000 Gulden, deren Zinsen unter die Lehrer der Domänenschulen verteilt wurden. So erhielten unter anderem Hinterkotten, Heiligenkreuz und Neudorf bei Plan Schulbibliotheken und in Kuttenplan wurde auf seine Kosten eine Volksbibliothek und ein physikalisches Kabinett errichtet, an dem ein von ihm bezahlter Lehrer physikalische Vorträge hielt.
In den 1870er Jahren ließ er eine Villa am Hammerbach in der Siedlung Neuhaimhausen und 1876 das Jagdschlösschen Berchembogen in Neudorf bei Plan errichten, in dessen Garten sich von 1869 bis 1875 eine meteorologische Beobachtungsstation befand, das in dem österreichischen meteorologischen Beobachtungsnetz eingefügt war.
Er gründete in Kuttenplan den vierzig Hektar großen englischen Park, der auch den alten jüdischen Friedhof umfasste, und in dem heute das Neue Schloss steht, das von 1902 bis 1904 erbaut worden war.
Zum 600-jährigen Gedenktag der Vereinigung der österreichischen Länder unter den Habsburgern gründete er am 27. Dezember 1882 das 1884 fertiggestellte Schulhaus im Kuttenplaner Schmelzthal und zur Feier des vierzigjährigen Jahrestags der Thronbesteigung des Kaisers Franz Joseph stiftete er am 2. Dezember 1888 das Schulhaus in Khoau; dazu kam 1883 noch ein weiterer Schulbau in Kuttenplan. Die Kosten für diese Schulneubauten betrugen 70.000 Gulden.
An der Schule in Kuttenplan führte er die Mädchen-Arbeitsschul-Stiftung seines Vaters fort, die den Zweck hatte, ältere Mädchen, die nicht mehr zur Schule gingen, von einer dazu bestellten Lehrerin in Handarbeiten, Haushaltung, Gesundheits-, Kinder- und Krankenpflege unterweisen zu lassen. In den 1870er und 1880er Jahren ergänzte er die auf 350 bis 400 Gulden bemessenen Gehälter der Unterlehrer durch entsprechende Zulagen auf 500 Gulden.

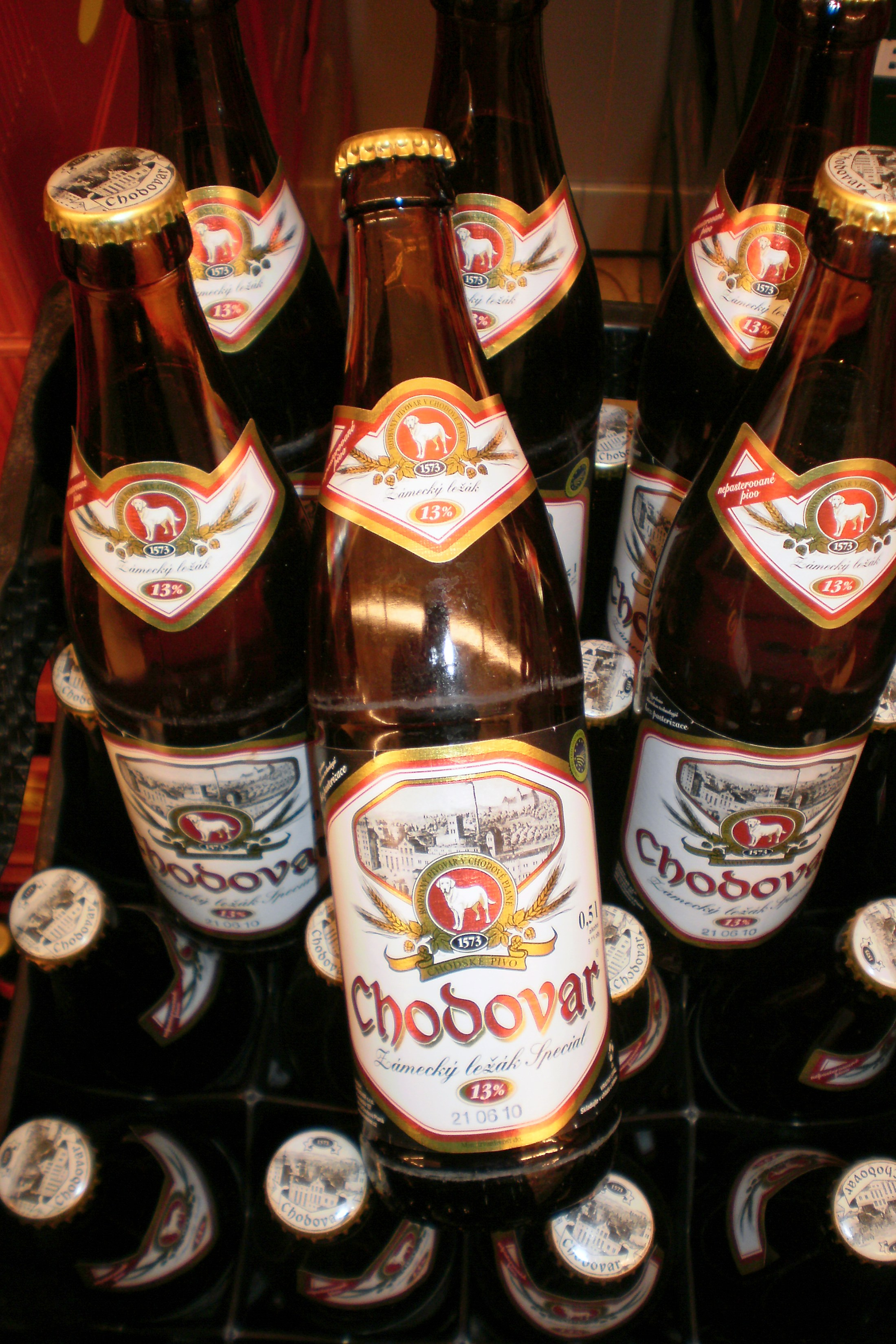
Biermarke Chodovár

Auch die Stiftung seines Vaters, die die Anstellung eines Rabbiners und Religionslehrers in Kuttenplan sicherstellte und die Stiftung für das Hospital, führte er weiter fort.
Auf seine Kosten wurde in Kuttenplan eine meteorologische Station eingerichtet, die in dem österreichischen meteorologischen Beobachtungsnetz eingefügt wurde.
Aufgrund eines Aufrufs der österreichischen meteorologischen Gesellschaft, spendete er 1892 fünfhundert und 1895 vierhundert Gulden den Erhalt des Observatorium Sonnblick; als Spender hatte er von allen Privaten den größten Anteil beigetragen.
Er war Eigentümer des Eisenhammerwerks und des Walzwerks mit Drahtfabrik in Promenhof sowie einer Holzsägerei im Kuttenplaner Schmelzthal und einer Brauerei, die er von seinem Vater in Kuttenplan übernommen hatte und die bis heute als tschechische Biermarke Chodovar besteht.

## Mitgliedschaften
Hans Ernst von Berchem-Haimhausen war Mitglied der 1865 gegründeten österreichischen meteorologischen Gesellschaft.
Er gehörte auch als Mitglied dem Kunstverein München an sowie dem dortigen Kunstgewerbeverein an und war 1862 Mitglied im Verein zur Ausbildung der Gewerke in München.
1892 wurde er vom Sonnblick-Verein zum Ehrenmitglied ernannt.

## Orden und Ehrenauszeichnungen
Hans Ernst von Berchem-Haimhausen wurde 1873 das Großkreuz des Franz-Joseph-Ordens verliehen und 1888 wurde er zum k.u.k. Kämmerer ernannt.